# 菱機工業
菱機工業株式会社（りょうきこうぎょう）は、主に空調設備や給水、排水設備の設計と施工を行っている企業である。
この他にも防災設備、クリーンルーム、融雪装置の設計や設置にも事業を展開している。
独自に開発したRICS（コンピュータによる空調管理システム）は、日本冷凍空調連合会の省エネ顕彰優秀賞を受賞した。三菱重工の特約店である。

## 沿革
- 1954年10月 - 金沢市に菱機工業株式会社として設立。
- 1988年2月 - 東京支店を開設。
- 1992年3月 - 東京支店を東京本社に改称。
- 2001年9月 - 三全設備株式会社を吸収合併。

## 所在地
- 金沢本社 - 石川県金沢市御影町10-7
- 東京本社 - 東京都豊島区東池袋1-25-6
- 富山支店 - 富山県富山市黒瀬北町2丁目17番地6
- 福井支店 - 福井県福井市開発4丁目119番地
- 新潟支店 - 新潟県新潟市中央区笹口3丁目7番地15
- 長岡支店 - 新潟県長岡市川崎町2279番地27
- 仙台支店 - 宮城県仙台市宮城野区扇町5丁目9番13号
- 長野支店 - 長野県長野市大字石渡21番地5